# Cerastium argentinum
Cerastium argentinum là loài thực vật có hoa thuộc họ Cẩm chướng. Loài này được (Pax) F.N.Williams mô tả khoa học đầu tiên năm 1898.